# Bergkirche (Waldböckelheim)

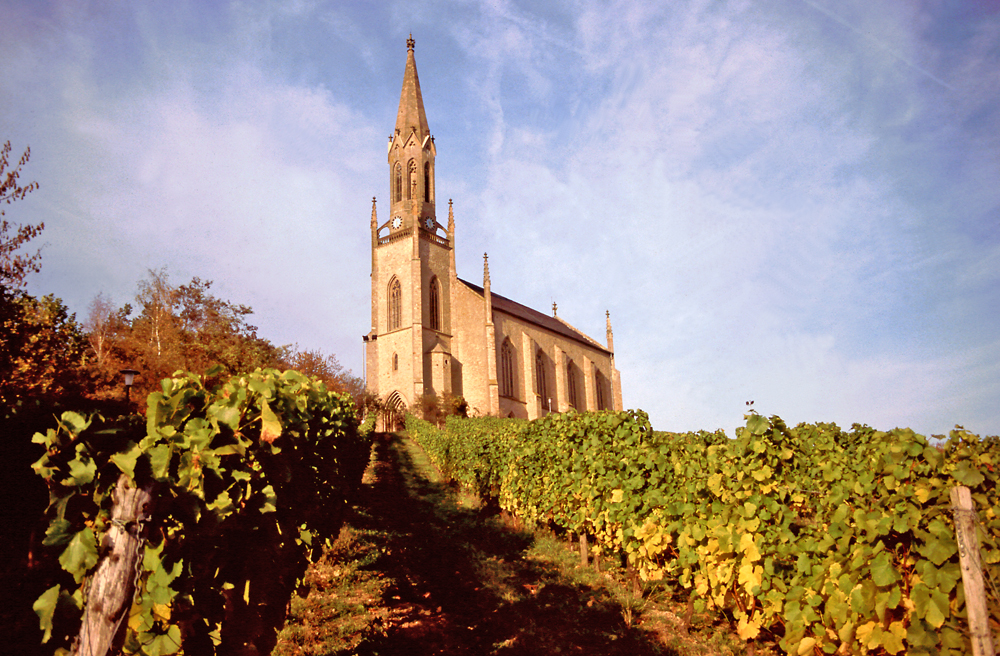

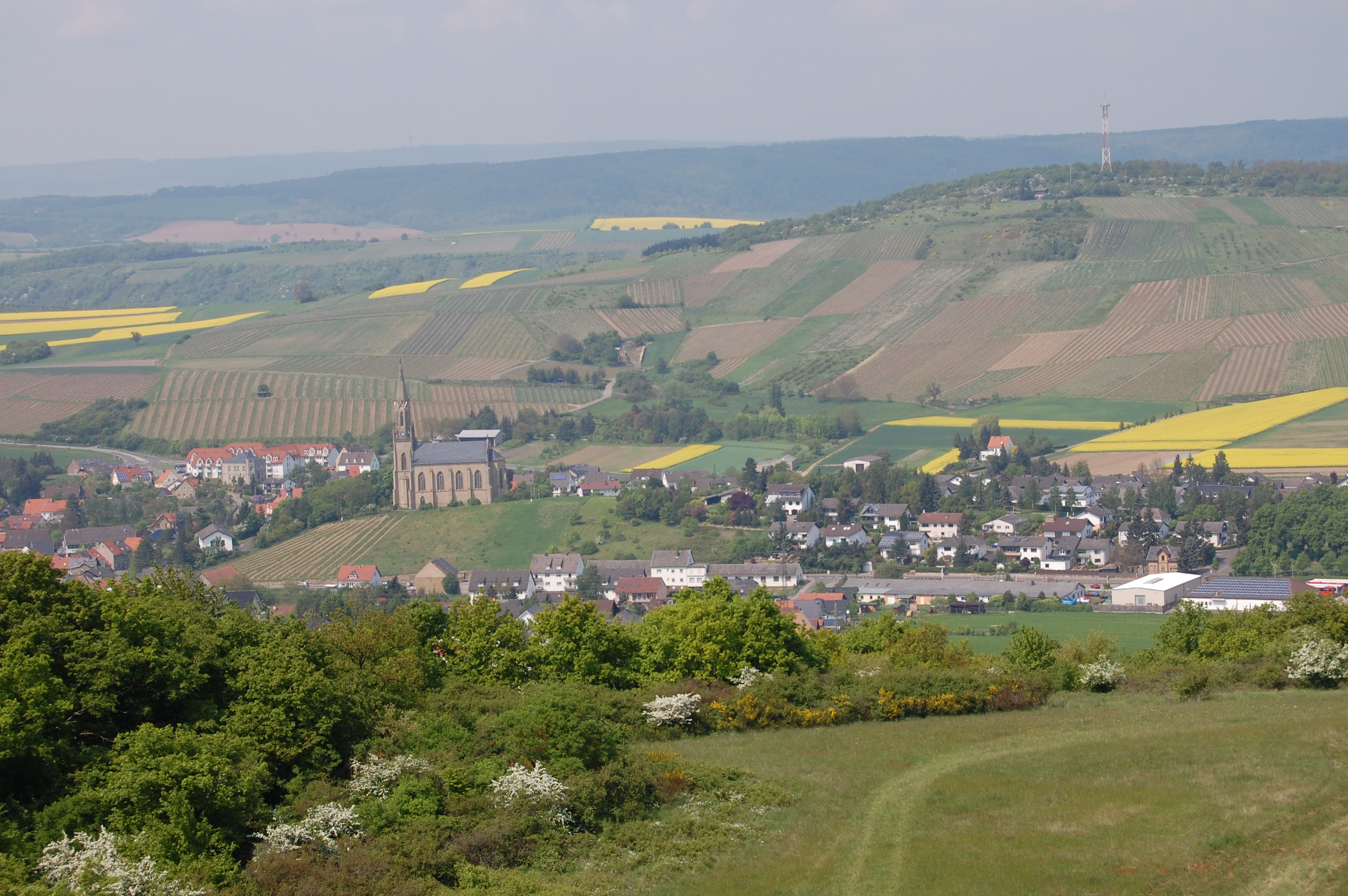
Waldböckelheim und die Bergkirche (Mitte)

Die Bergkirche in Waldböckelheim im Landkreis Bad Kreuznach ist das Wahrzeichen der Ortsgemeinde Waldböckelheim. Die Kirchengemeinde Waldböckelheim gehört zum Kirchenkreis An Nahe und Glan der Evangelischen Kirche im Rheinland (EKiR).

## Baugeschichte
Die auf einer markanten Lage gebaute Kirche aus Sandstein aus dem Dietzschen Steinbruch in Waldböckelheim wurde nach den Plänen von Kreisbaumeister Conradi von 1863 bis 1867 erbaut. Es handelt sich um einen dreischiffigen Saalbau mit fünfseitig geschlossenem Chor in neugotischen Formen. Die Einweihung erfolgte am 28. Juli 1867. Die Ecken des Hauptschiffes werden von Strebepfeilern markiert, die in Krabben und Kreuzblumen enden.
Der Westturm hat einen quadratischen Grundriss, oberhalb des Satteldachniveaus der Hallenkirche wird der Turm ab diesem Niveau in einem Achteck weitergeführt. Eine über drei Meter hohe Kreuzblume bekrönt die polygonale Turmspitze.
Der Saalbau erstreckt sich über vier Joche mit entsprechender Anzahl von Spitzbogenfenstern. Die Fenster sind dreifach gegliedert und haben Drei- und Vierpassmotive. Im Chor sind nur in drei Wandflächen Fenster, die zweigeteilt sind. Die verschiedenen Eingangsportale und die gesamte Ausstattung haben sich aus der zweiten Hälfte des 19. Jahrhunderts erhalten.